# Szmolenszki csata (1943)
A második szmolenszki csata (1943. augusztus 7. – október 2.) a Vörös Hadsereg által az 1943. évi nyári-őszi hadjárat részeként végrehajtott szovjet stratégiai offenzív hadművelet.

## Általános
A szmolenszki csata az Alsó-Dnyeper offenzívával (augusztus 13-tól szeptember 22-ig) szinte egy időben zajlott Andrej Ivanovics Jerjomenko tábornok, a Kalinin Front, és Vaszilij Szokolovszkij, a nyugati front parancsnokának vezetése alatt.
A hadműveletek célja az volt, hogy megtisztítsa a német jelenléttől a szmolenszki és a brjanszki régiókat. Szmolenszk az 1941-es első szmolenszki csata óta német megszállás alatt állt. Az erős német védelem ellenére a Vörös Hadsereg számos áttörést hajtott végre, felszabadítva több nagyvárost, köztük Szmolenszket és Roszlavlot.
A művelet eredményeként a Vörös Hadsereg megkezdhette Fehéroroszország felszabadításának tervezését. Az erős német ellenállás miatt meglehetősen szerény és lassú volt az előrehaladás, ezért a hadművelet három szakaszban valósult meg: augusztus 7–20., augusztus 21–szeptember 6. és szeptember 7–október 2.
Bár a szmolenszki hadművelet önmagában is jelentős katonai szerepet játszott, a Dnyeper-csatára gyakorolt hatása is fontos volt. Becslések szerint akár 55 német hadosztályt is lekötöttek a szmolenszki hadművelet során – olyan hadosztályokat, amelyek kritikus fontosságúak lettek volna a szovjet csapatok délen, a Dnyeperen történő átkelésének megakadályozásában.
A hadművelet során a Vörös Hadsereg végleg visszaszorította a német erőket a szmolenszki szárazföldi hídról, amely történelmileg a Moszkva elleni nyugati támadás legfontosabb megközelítési útvonala.

## Támadó műveletek
A stratégiai műveletek kisebb műveleteket tartalmaztak:
- Spas-Demensk offenzív hadművelet (1943. augusztus 7–20.)
- Dukhovshchina-Demidov offenzív hadművelet (1. szakasz) (1943. augusztus 13–18.)
- Yelnia-Dorogobuzs offenzív hadművelet(1943. augusztus 28.-szeptember 6.)
- Dukhovshchina-Demidov offenzív hadművelet (2. szakasz) (1943. szeptember 14.-október 2.)
- Szmolenszk-Roszlavl offenzív hadművelet (1943. szeptember 15. - október 2.)
- Brjanszki offenzív hadművelet (1943. augusztus 17-1943. október 3.)

## Stratégiai helyzet
Az 1943. júliusi kurszki csata végére Németország elvesztette minden reményét, hogy visszaszerezze a kezdeményezést a keleti fronton. 
A veszteségek jelentősek voltak, és az egész hadsereg kevésbé volt eredményes, mint korábban, mivel sok tapasztalt katonája meghalt az előző két év harcai során,  így a német hadsereg csak a szovjet lépésekre tudott reagálni.
Szovjet részről Joszif Sztálin eltökélt szándéka volt a megszállt területek német irányítás alóli felszabadítása, amely lépések első jelentős sikerét 1942 végén érte el az Uranus hadművelet, amely Sztálingrád felszabadításához vezetett.
A Dnyeper-csata célja Ukrajna felszabadítása és a front déli részének nyugat felé tolása volt. A német védelem további gyengítése érdekében azonban ezzel egyidejűleg megindították a szmolenszki hadműveletet, amely a német tartalékokat is északra vonta, gyengítve ezzel a német védelmet a front déli részén.
Mindkét hadművelet ugyanannak a stratégiai offenzív tervnek a része volt, amelynek célja a lehető legtöbb szovjet terület visszaszerzése a német irányítás alól.
Harminc évvel később Alekszandr Vasziljevszkij marsall (a vezérkari főnök 1943-ban) ezt írta visszaemlékezésében:
Ez a terv mind a merészség, mind a rá vállalt erők tekintetében óriási volt, több hadművelettel valósult meg: a szmolenszki hadművelet, ...a Donbász Művelet, a balparti ukrajnai művelet.

## Földrajz
Az offenzíva helyszíne egy enyhén dombos, szakadékokkal borított síkság volt, amely jelentős mocsarakkal és erdőkkel rendelkezik, amelyek korlátozták a katonai mozgást.
270 méter (890 ft) feletti magasságot értek el, amely lehetővé tette a tüzérségi védelem javítását. 1943-ban a területet nagyrészt fenyő- és vegyes erdők, sűrű bokrok borították.
Számos folyó is áthaladt a területen, ezek közül a legfontosabbak a Donyec-medence, Nyugat-Dvina, Dnyeper, Deszna, Voloszt és Ugra .
A Dnyeper ezek közül messze a legnagyobb és stratégiailag a legfontosabb. A környező széles, mocsárszerű területek különösen a gépesített csapatok számára bizonyultak nehezen átjárhatónak. Sőt, mint Európa sok déli folyású folyója, a Dnyeper nyugati partja, amelyet a német csapatok tartottak, magasabb és meredekebb volt, mint a keleti. Nagyon kevés híd vagy komp állt rendelkezésre.

## Közlekedési infrastruktúra
A szovjet csapatok számára az offenzívát tovább bonyolította a közlekedés hiánya azon a területen, ahol az offenzívát meg kellett szervezni. Az úthálózat nem volt jól kiépítve, a burkolt utak hiányoztak.
Az orosz nyáron meglehetősen gyakori esőzések után a legtöbbjük sárrá változott (a rasputica néven ismert jelenség), ami jelentősen lelassította a gépesített csapatok előrenyomulását, és logisztikai problémákat is eredményezett.
A szovjet csapatok számára az egyetlen nagyobb vasúti tengely a Rzsev- Vjazma- Kirov vonal volt.
A Wehrmacht sokkal szélesebb út- és vasúthálózatot irányított, amelynek központja Szmolenszk és Roszlavl volt . Ez a két város fontos logisztikai központ volt, lehetővé téve a német csapatok gyors ellátását és erősítését.
A német csapatok számára messze a legfontosabb vasutak a Szmolenszk- Brjanszk tengely és a Nyevel- Orsa- Mogilev tengely voltak, amelyek összekötötték a német nyugati csapatokat az Orjol körül koncentrálódó csapatokkal.
A szovjet tervezés részeként a német vasúti kommunikációt megtámadták a partizánok a Concert hadművelet során, amely a második világháború egyik legnagyobb vasúti szabotázsa volt.

## Szemben álló erők

### Szovjet támadó szektor

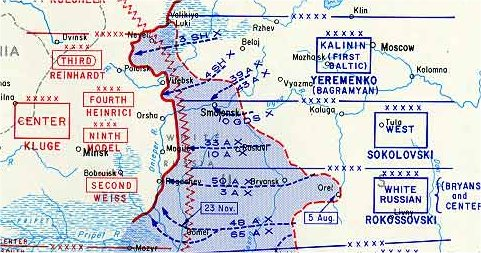
A szmolenszki offenzíva részlete, bemutatva a szovjet arcvonal homorú alakját

1943 júliusában a szovjet arcvonal a keleti front ezen részén homorú volt.
Az arcvonal kiszolgáltatta a Wehrmachtet az északi oldaltámadásoknak, de a kalinini és nyugati fronton végrehajtott fő támadás is meglehetősen nehezen ért el eredményeket.
A nyugati front a hadműveletre a 
- 10. gárdahadtestet,
- 5. hadsereget,
- 10. hadsereget,
- 21. hadsereget,
- 33. hadsereget,
- 49. hadsereget,
- 68. hadsereget,
- 1. légihadsereg,
- 2. gárda harckocsihadtestet,
- 5. gépesített gárdahadtestet,
- 6. gépesített hadtestet jelölte ki.

A Kalinin Front a hadművelethez a
- 4. hadsereget,
- 39. hadsereget,
- 43. hadsereget,
- 3. légi hadsereget
- 31. hadsereget alkalmazta.

### Német védelem
A front formájából adódóan a Közép Hadseregcsoport jelentős számú hadosztályát a front ezen részén tartották, mert (egészen jogosan) tartottak egy nagyobb offenzívától ebben a szektorban.
Például 1943. július végén egy német személyzeti tájékoztatón ez állt:
A fronton... a Közép Hadseregcsoport folyamatosan jelzi a felkészülést egy korlátozott offenzívára (Roszlavl, Szmolenszk, Vitebszk), valamint a Közép Hadseregcsoport mozgásképtelenné tételére. . .
A csata előtt négy-öt hónapig (és több helyen akár 18 hónapig) többé-kevésbé stabil volt a front, és olyan földrajzi adottságokkal rendelkezett, amelyek az erős védelmi felálláshoz kedveztek.
Így a német erőknek volt idejük kiterjedt, helyenként akár öt-hat védelmi vonalat is kiépíteni 100–130 kilométer (62–81 mi)  mélységben.
Az első (taktikai vagy külső) védelmi zóna magában foglalta az első (fő) és a második védelmi vonalat, összesen 12–15 kilométer (7,5–9,3 mi) amelyet megemelt talajon sikerült elhelyezni. 
A fő védelmi vonal, 5 kilométer (3,1 mi) mély, három árokkal és tüzelőponttal rendelkezik, amelyeket kiterjedt kommunikációs hálózat kötött össze. A tüzelési pontok sűrűsége elérte a hat-hét kilométert (0,6 mi).
Egyes helyeken, ahol súlyos harckocsitámadásoktól kellett tartani, a harmadik lövészárok valójában egy szilárd páncéltörő árok volt, amelynek meredek nyugati oldala tüzérséget és géppuskákat integrált. A csatatér elülső szélét három szögesdrótsor és egy tömör aknamező védte.
A második védelmi zóna körülbelül 10 kilométer (6,2 mi) a külső védelmi zóna mögött és a legfontosabb irányokat lefedő lövészárkokkal összekapcsolt lőállásokból állt. Szögesdróttal védték, és néhol aknamezőkkel is védték, ahol súlyos harckocsitámadások voltak várhatók.
A külső és a második védelmi zóna között kis tüzelőhelyeket és helyőrségeket is kialakítottak, hogy lelassítsák a szovjet előrenyomulást, ha a Vörös Hadsereg áttörné a külső védelmi zónát. 
A második zóna mögött nehézágyúk helyezkedtek el.
Ezenkívül megerősítették a védelmi vonalon található főbb városi központokat (például Jelnya, Dukhovshchina és Spas-Demensk ), ami felkészítette őket egy potenciálisan hosszú harcra. Az utakat aknázták és páncéltörő eszközökkel fedték le, a legfontosabb és legmagasabb épületekben pedig lőhelyeket telepítettek.

## Események

### Első szakasz (augusztus 7-20.)

#### Fő áttörés

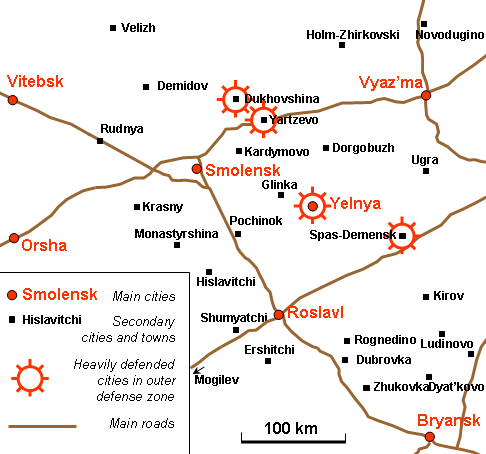
A szmolenszki régió általános elrendezése a csata során

Egy napos helyzetelemzés után, amelynek célja annak megállapítása volt, hogy a német csapatok a visszavonulás mellett döntenek-e az első lövészárokból? Az offenzíva 1943. augusztus 7-én 06:30-kor indult (előzetes bombázással 04:40-kor) áttöréssel Roszlavl felé. Három hadsereg hajtotta  végre az offenzívát, az 5. hadsereg, a 10. gárda hadsereg és a 33. hadsereg .
A támadás gyorsan erős ellenállásba ütközött és elakadt. A német csapatok számos ellentámadást kíséreltek meg jól előkészített védelmi állásaikból tankokkal, rohamlövegekkel és nehézágyúk és aknavető tüzével támogatva.
Konsztantyin Rokossovsky felidézte, "szó szerint egyenként kellett átszakítanunk magunkat a német vonalakon".
Az első napon a szovjet csapatok csak 4 kilométer (2,5 mi)-t  (minden rendelkezésre álló csapattal beleértve a tüzérséget, a kommunikációt és a mérnököket) jutottak előre, így  támadások ellenére hamar nyilvánvalóvá vált, hogy a három hadsereg nem tud átjutni a német vonalakon.
A szovjet parancsnokok ezért úgy döntöttek, hogy az eddig tartalékban tartott 68. hadsereget harcba bocsátják. Német részről további három hadosztályt ( 2. páncéloshadosztály, 36. gyaloghadosztály és 56. gyaloghadosztály ) küldtek a frontra az Oryol szektorból, hogy megpróbálják megállítani a szovjet előrenyomulást.
A támadás a következő napon folytatódott egy újabb kísérlettel az egyidejű áttörésre északabbra, Yartzevo felé. Mindkét támadást heves német ellenállás állította meg. A következő öt napban a szovjet csapatok lassan áttörték a német védelmet, visszaverték a súlyos ellentámadásokat és súlyos veszteségeket szenvedtek el.
A Vörös Hadsereg tartalék csapatokat táplálva a csatába, sikerült előrenyomulnia kb 15–20 km-t augusztus 11-ig.
A 6. gárda-lovashadtest páncélos és lovas erőinek ezt követő támadásai nem jártak sikerrel, a szovjetek súlyos veszteségeket szenvedtek az erős német védelem miatt, ami patthelyzethez vezetett .

#### Spas-Demensk offenzíva
A Spas-Demensk offenzív hadművelet (oroszul: Спас-Деменская наступательная операция) alatt Spas-Demensk régióban jobban ment a 10. hadsereg helyzete. A Wehrmachtnak kevesebb csapata és csak korlátozott tartalékai voltak ezen a területen, ami lehetővé tette a 10. hadsereg számára, hogy áttörje a német vonalakat, és előrenyomuljon 10 kilométer (6,2 mi) két napon belül.
Az 5. Gépesített Hadtest  amelyet Kirovból költöztek át a harcra, vállalták az áttörést. A hadtest megbukott a küldetésében, főleg azért, mert a rosszul szervezett szovjet légvédelmi védelem lehetővé tette a Luftwaffe merülőbombázói számára, hogy  büntetlenül megtámadják Valentine tankjait.
A hadtest súlyos veszteségeket szenvedett, és ki kellett vonulnia a harcból. A szovjet csapatok végül további 25 kilométer (16 mi)-t haladt előre, augusztus 13-tól Spas-Demensk felszabadult.

#### Dukhovshchina offenzíva
A Sztavka (a Szovjet Fegyveres Erők Parancsnoksága ) utasítására csaknem egy héttel később, augusztus 13-án megkezdődött a Dukhovshchina-Demidov offenzív hadművelet Duhovshchina közelében. A front többi részéhez hasonlóan a 39. hadsereg és a 43. hadsereg is komoly ellenállásba ütközött. Csak az első nap során a Wehrmacht csapatai 24 ezred méretű ellentámadást kíséreltek meg.
A szovjet csapatoknak csak 6–7 kilométer (3,7–4,3 mi)-t 
haladtak a következő öt nap során, bár súlyos veszteségeket okoztak a Wehrmacht csapatainak, saját veszteségeik is súlyosak voltak.

#### A patthelyzet okai
Augusztus közepére stabilizálódtak a szovjet hadműveletek a szmolenszki fronton. Az ebből eredő patthelyzet, bár önmagában nem volt vereség, csípős volt a szovjet parancsnokok számára, akik számos magyarázatot adtak elő eredményeik kudarcára.
A vezérkari főnök helyettese, AI Antonov tábornok arról számolt be, hogy „Az erdőkkel és a mocsarakkal, valamint a Brjanszki régióból érkező hadosztályokkal megerősített ellenséges csapatok növekvő ellenállásával kell megküzdenünk”  míg Nyikolaj Voronov marsall, aki korábban a Stavka tagja volt, elemezte a patthelyzetet, emlékirataiban közzétette a nyolc elsődleges okot:
- A Wehrmacht OKH parancsnoksága tudott a műveletről, és felkészült is rá,
- A Wehrmacht védelmi vonalai rendkívül jól felkészültek ( lövészárokokkal, szögesdróttal, aknamezőkkel stb. megerősített lőpontok). )
- A Vörös Hadsereg több lövészhadosztálya nem volt kellőképpen felkészülve egy többsoros védelmi rendszer támadására. Ez különösen igaz volt a tartalékos hadosztályokra, amelyek kiképzését nem mindig ellenőrizték megfelelően.
- Nem volt elég harckocsi elkötelezett a harcban, így a Vörös Hadsereg parancsnokai arra kényszerültek, hogy tüzérségre, aknavetőre és gyalogságra támaszkodjanak a Wehrmacht vonalakon való áttöréshez. Ezenkívül számos ellentámadás és rengeteg aknamező lassította a gyalogság előrehaladását.
- Az ezredek és a hadosztályok közötti kölcsönhatás korántsem volt tökéletes. A támadás során váratlan szünetek következtek, és egyes ezredek erős akarata volt, hogy „elbújjanak” a támadás elől, és leleplezzék a másik ezredet.
- Sok Vörös Hadsereg parancsnokát túlságosan lenyűgözték a Wehrmacht ellentámadásai, és nem cselekedtek megfelelően, még akkor sem, ha saját csapataik meghaladták a Wehrmacht csapatait.
- A gyalogság nem használta elég jól a saját fegyvereit (például saját nehézfegyvereiket és hordozható aknavetőit). Túlságosan támaszkodtak a tüzérségre.
- Az a tény, hogy az offenzívát augusztus 3–7-ről elhalasztották, több időt adott a német csapatoknak felkészültségük fokozására.

Mindezeket a tényezőket figyelembe véve Voronov követelte a 4. harckocsihadsereg és a 8. tüzérhadtest áthelyezését a Brjanszki Frontról, és kötelezettséget vállalt a Szmolenszk melletti támadás támogatására.
A patthelyzet messze elmaradt attól, amit a Sztavka szeretett volna, de legalább egy érdeme volt: a keleti fronton Szmolenszk közelében lévő összes Wehrmacht-hadosztály 40%-át lekötötte, így a délen és Kurszk közelében sokkal könnyebb helyzet alakult ki a Vörös Hadsereg számára.
A Sztavka augusztus 21-én tervezte az offenzíva folytatását, de úgy döntött, hogy kissé elhalasztja, hogy a szovjet egységeknek legyen idejük utánpótlásra és megerősítésre.

### Második szakasz (augusztus 21. – szeptember 6.)
Augusztus közepére megváltozott a helyzet a keleti fronton, mivel a Vörös Hadsereg általános offenzívába kezdett, kezdve a Belgorod-Khar'kov offenzív hadművelettel (Polkovodec Rumyantsev hadművelet; augusztus 3–23.) és az Orel offenzív hadművelettel (Polkovodec hadművelet). Kutuzov; július 12-augusztus 18.) más néven kurszki csata, és folytatódik a Wehrmacht védelmi csatájával a Dnyeper vonalánál Észak-Ukrajnában .
Ennek ellenére a Wehrmacht-parancsnokság még mindig megerősítette csapatait Szmolenszk és Roszlavl környékén, több hadosztályt kivonva az Orjol régióból. Ennek eredményeként a kurszki védelmi hadműveletet követő két szovjet ellentámadás (július 5. és 23. között) viszonylag könnyen haladt a Vörös Hadsereg számára Orjol körül, és egy nagy kiugró területet hozott létre Szmolenszktől és Brjanszktól délre.
Ebben a helyzetben használhatatlanná vált a délnyugatra, Roszlavl és Brjanszk felé irányított korábbi támadási tengely. A Sztavka ehelyett úgy döntött, hogy a támadási tengelyt nyugat felé tolja el Jelnyára és Szmolenszkre.

#### Jelnya offenzíva
A Jelnya-Dorogobuzs offenzív hadművelet a szmolenszki „kulcsnak” számított, és a Wehrmacht csapatai hatalmas, megerősített védelmi pozíciót hoztak létre a város körül. A Desna és az Ugra folyók mocsaras területeit elaknázták, és nehézágyúkat állítottak fel a városra néző dombokon.
A Wehrmacht-előkészületek tudatában a szovjet hadseregeket az augusztus 20–27-i héten tankokkal és tüzérséggel erősítették meg.
Az offenzívát végül augusztus 28-án kezdte meg a 10. gárdahadsereg, a 21. hadsereg és a 33. hadsereg, amelyet három harckocsihadtest, egy gépesített hadtest és az 1. légihadsereg támogat.
Ez a négy hadsereg mindössze 36 kilométer (22 mi) - en nagyon magas csapatkoncentrációt hozva létre. A csapatoknak azonban legfeljebb két hétig volt üzemanyaguk és készletük.
A szovjet csapatok egy heves, 90 perces tüzérségi tűz után vonultak előre. A tüzérségi bombázás, valamint a földi támadó repülőgépek jelentősen megrongálta a Wehrmacht-vonalakat, lehetővé téve a Vörös Hadsereg számára, hogy áttörést hajtson végre a 25 kilométer (16 mi) elöl és előre 6–8 kilométer (3,7–5,0 mi)a nap végére.
Másnap, augusztus 29-én a Vörös Hadsereg lövészhadosztályai továbbnyomultak, létrehozva egy kiemelkedő 30 kilométer (19 mi) széles és 12–15 kilométer (7,5–9,3 mi) mély hídfőállást.
Az áttörés kihasználása érdekében a 2. gárda harckocsihadtestet bevetették a csatába.
Egy nap alatt a szovjet csapatok 30 kilométer (19 mi) -t haladtak és elérték Yelnya külvárosát. A németeknek nem hagyva időt az újracsoportosításra, a Vörös Hadsereg csapatai megtámadták a várost és megkezdték a bekerítés kialakítását.
Augusztus 30-án a Wehrmacht egységei kénytelenek voltak elhagyni Yelnyát, súlyos veszteségeket szenvedve.
Ezzel megkezdődött a Wehrmacht csapatainak teljes körű visszavonulása a területről, és szeptember 3-ra a szovjet erők elérték a Dnyepr keleti partját.

#### Bryansk manőver
Brjanszk közelében a szovjet hadseregek dolgai ugyanolyan jól mentek, a heves német ellenállás ellenére. Egy azonosított gyengeség azonban megváltoztatta az összes korábbi tervet.
Első Belorusz Front és a Nyugati Front közötti határ délre tolódott, és két „új” hadsereg bekerítő hadműveletet hajtott végre Dubrovkába és Brjanszk környékén, visszavonulásra kényszerítve a német erőket.
Szeptember 6-án az offenzíva szinte lelassult az egész fronton, a szovjet csapatok csak 2 kilométer (1,2 mi)-t haladtak minden nap. A jobb szárnyon heves harcok törtek ki a Yartzevo melletti erdőben.
Középen az előrenyomuló szovjet csapatok eltalálták a német Dnyeper védelmi vonalat. A bal szárnyon a szovjet lövészhadosztályok lelassultak, ahogy behatoltak a Jelnyától délnyugatra fekvő erdőkbe. Ráadásul a szovjet hadosztályok fáradtak és kimerültek voltak, névleges erejük kevesebb, mint 60%-a volt hadrafogható.
Szeptember 7-én az offenzívát leállították, és a szmolenszki hadművelet második szakasza véget ért.

### Harmadik szakasz (szeptember 7. – október 2.)
A szeptember 7-től 14-ig tartó héten ismét megerősítették a szovjet csapatokat, és újabb offenzívára készültek. A Sztavka következő céljai Szmolenszk, Vitebszk és Orsa nagyvárosai voltak.
A hadművelet szeptember 14-én folytatódott a Szmolenszk–Roszlavl offenzív Hadművelettel, amelyben a Kalinyini Front balszárnya és a Nyugati Front is részt vett . Egy előzetes tüzérségi bombázást követően a szovjet csapatok megpróbálták áttörni a Wehrmacht-vonalakat.
A Kalinin Front támadási szektorában a Vörös Hadsereg egy kiemelkedő 30 kilométer (19 mi) széles és 3–13 kilométer (1,9–8,1 mi) mély előretörést végzett a nap végére.
Négynapi csata után a szovjet lövészhadosztályok elfoglalták Duhovschinát, Szmolenszk másik „kulcsát”.
A nyugati front támadási szektorában, ahol egy nappal később megindult az offenzíva, szintén ígéretes volt az áttörés, a fejlődő kiemelkedés 20 kilométer (12 mi) nagy és 10 kilométer (6,2 mi) mély volt. Ugyanezen a napon a szovjet csapatok felszabadították Jarcevót, a Szmolenszk melletti fontos vasúti csomópontot.
A nyugati front bal szárnyán a szovjet lövészhadosztályok elérték a Desznát, és folyami átkelést hajtottak végre, több hídfőt létrehozva a nyugati parton.
Ennek eredményeként a Szmolenszket védő Wehrmacht védelmi vonalat túllépték, és a várost védő csapatokat bekerítették.
Kurt von Tippelskirch tábornok, a német 4. hadsereg vezérkari főnöke a szmolenszki hadművelet alatt, majd a 4. hadsereg parancsnoka ezt írta:
„A szovjet nyugati front erői a Dorogobuzs-Jelnya vonalról csaptak le a Hadseregcsoport Központ balszárnyára, azzal a céllal, hogy áttörést érjenek el Szmolenszk irányába. Világossá vált, hogy a messzire keletre kiálló kiemelkedőt, amelyben a 9. hadsereg helyezkedett el, már nem lehet megtartani." 
Szeptember 19-re a szovjet csapatok létrehoztak egy 250-et kilométer (150 mi) hosszú és 40 kilométer (25 mi) széles rést a Wehrmacht-vonalakban. Másnap Sztavka megparancsolta a nyugati front csapatainak, hogy szeptember 27. előtt érjék el Szmolenszket, majd induljanak tovább Orsa és Mogilev felé.
A Kalinin Front parancsot kapott Vityebszk elfoglalására október 10. előtt.
Szeptember 25-én, az észak-dnyeperi rohamátkelés és az egész éjjel tartó utcai harcok után a szovjet csapatok befejezték Szmolenszk felszabadítását. Ugyanezen a napon egy másik fontos várost, Roszlavlt is visszafoglalták.
Szeptember 30-ra a szovjet támadóerő elfáradt és kimerült, és a még mindig Wehrmacht csapatai által birtokolt Vitebszk, Orsa és Mogiljov mellett megrekedt, és október 2-án a szmolenszki hadművelet befejeződött.
Két napos utcai harcok után került sor Nevel elfoglalására. 
Összességében a szovjet csapatok 100–180 kilométer (62–112 mi) - t haladtak az offenzíva e harmadik szakaszának csaknem 20 napja alatt.
A leninói csata (a Belorusz SZSZR-ben) ugyanezen a területen zajlott 1943. október 12–13 között.

### Következmények
A szmolenszki hadművelet szovjet győzelmet és fájdalmas vereséget jelentett a Wehrmacht számára.
Bár a későbbi támadó hadműveletekhez képest a támadások meglehetősen szerény (nem több, mint 200–250 kilométer (120–160 mi) mélyrehatóak voltak), a szovjet előrenyomulás e hadművelet során több szempontból is fontos volt:
- Először a német csapatokat véglegesen visszaszorították Moszkva közelségéből. Ezt a stratégiai fenyegetést, amely 1941 óta a Stavka legnagyobb aggodalma volt, végül elhárították.
- Másodszor, a német védelmi gyűrűket, amelyekre a német csapatok a további támadásaikat tervezték, szinte teljesen felszámolták.

A háború után több Wehrmacht-tiszt által írt esszé a következőket nyilatkozta:
Bár parancsnokságuk és csapataik erőteljes fellépése lehetővé tette a németek számára a folyamatos front létrehozását, kétségtelenül a csapatok rossz állapota, a tartalékok teljes hiánya és az egyes alakulatok sorainak elkerülhetetlen meghosszabbodása magában rejti annak veszélyét, hogy a következő nagy szovjet támadás összezúzná ezt a – ilyen nehézségekkel megépített – fontos frontot.
- Harmadszor, ahogy fentebb vázoltuk, a szmolenszki hadművelet fontos „segítője” volt az alsó-dnyeperi offenzívának, 40 - 55 német hadosztály maradt közrezárva Szmolenszk közelében, és megakadályozva azok áttelepítését a déli frontra.

Végül az egykor egyesült német frontot most a hatalmas és járhatatlan pripeti mocsarak választották el, elvágva a Dél Hadseregcsoportot az északi megfelelőitől, így nagymértékben csökkentve a Wehrmacht azon képességét, hogy csapatokat és utánpótlást helyezzen át a front egyik szektorából a másikba.
A szovjet csapatok először léptek be a német katonák által hosszú ideig megszállt területekre, és fedezték fel az SS Einsatzgruppen egységek által elkövetett háborús bűnöket.
A szmolenszki hadművelet során felszabaduló (majdnem két évig elfoglalt) területeken szinte minden ipar és mezőgazdaság megszűnt.
Magában a Szmolenszk megyében a városi életterek csaknem 80%-a, a vidéki életterek 50%-a, valamint számos gyár és üzem pusztult el.
A szmolenszki offenzíva után a szovjet-német front középső része hosszú hónapokra, 1944 júniusának végéig ismét stabilizálódott, míg a főbb harcok délre tolódtak a Dnyeper vonalért és Ukrajna területéért.
A front csak 1944 januárjában mozdult újra észak felé, amikor a német erőket visszaszorították Leningrádból, teljesen feloldva a 900 napig tartó ostromot.
Végül 1944 nyarán a Bagration hadművelet lehetővé tette a Vörös Hadsereg számára, hogy a Szovjetunió szinte teljes fennmaradó területét megtisztítsa a Wehrmacht csapataitól, véget vetve a német megszállásnak, és átterelve a háborút Lengyelországba és Németországba.

## Fordítás
- Ez a szócikk részben vagy egészben  a   Battle of Smolensk (1943)  című angol Wikipédia-szócikk fordításán alapul.  Az eredeti cikk szerkesztőit annak laptörténete sorolja fel. Ez a jelzés csupán a megfogalmazás eredetét és a szerzői jogokat jelzi, nem szolgál a cikkben szereplő információk forrásmegjelöléseként.

## Bibliográfia
- Szerző? világháború 1939–1945 (esszégyűjtemény), Moszkva, szerk. Külföldi Lit., 1957.
- Glantz, David M. & House, Jonathan (1995), When Titans Clashed: How the Red Army Stopped Hitler, Lawrence, Kansas: University Press of Kansas,ISBN 0-7006-0899-0
- Grechko, AA és társai, A Nagy Honvédő Háború története, 1941–1945, Moszkva, 1963.
- Grechko, AA és társai, A második világháború története, Moszkva, 1973–1979, 7. kötet.
- Istomin, alelnök (gyűjtőmunka, a részt írta: VP Istomin) A szovjet fegyveres erők műveletei a Nagy Honvédő Háború alatt 1941–1945, 2. kötet, Voenizdat, Moszkva, 1958.
- Istomin, alelnök szmolenszki offenzív hadművelet, 1943, Moszkva, Mil. Lib., 1975.
- Rokossovsky, K. Katona kötelessége, Moszkva, Politizdat, 1988.
- Shefov, Nikolai. Orosz harcok, Lib. Hadtörténet, Moszkva, 2002.
- Tippelskirch, Kurt. A második világháború története, Moszkva, 1957.
- Vasziljevszkij, AM Egész életem ügye, Moszkva, Politizdat, 1973.
- Voenno-istoricheskiy zhurnal (Hadtörténeti folyóirat), 1969, 10. szám, pp. 31,32
- Voronov, NN Katonai szolgálatban, Moszkva, Lib. Milit. Kiad., 1963.
- Jeremenko, AI A megtorlás évei, Moszkva, Tudomány, 1969.
- Zsukov, GK Memoirs, Moszkva, Szerk. APN, 1971, p. 485
- Zolotarev, VA és társai, Nagy Honvédő Háború 1941–1945 (esszégyűjtemény), Moszkva, 1998.